# Martha Riva Palacio Obón
Martha Riva Palacio Obón (Ciudad de México, 1975) es una escritora, poeta y artista sonora mexicana. Ha recibido varios premios y reconocimientos por su obra, entre los que cabe mencionar el Premio Hispanoamericano de poesía para niños (2014), el XVIII Premio de Literatura Juvenil Gran Angular (2013) y el XVI Premio de Literatura Infantil Barco de Vapor (2011). Sus libros han sido incluidos en catálogos como el White Ravens de la Biblioteca de la Juventud en Alemania (2013), la Exposición de los mejores libros para Niños y Jóvenes del Banco del Libro de Venezuela (2015 y 2016) y la Guía de libros recomendados para niños y jóvenes de IBBY (International Board on Books for Young People) / México (2013 y 2016).

## Biografía
Nació en la Ciudad de México en 1975. Estudió la Licenciatura en Psicología en la Universidad Iberoamericana y la Maestría en Artes Visuales en la Escuela Nacional de Artes Plásticas de la UNAM. Mientras estudiaba, comenzó a colaborar en revistas como Tú, ES y Psychologies. Posteriormente fue maestra titular de la materia de Psicología Humanista en la Universidad Iberoamericana. Trabajó como guionista siete años en Televisión Azteca y fue parte el equipo de escritores de la primera temporada de la serie Sofía Luna Agente Especial en Once niños. El asistir a un taller con la autora y directora canadiense Suzanne Lebeau fue un parteaguas en su carrera. 
Ha participado en varias mesas redondas y conferencias sobre literatura, censura y psicología en foros como la Feria Internacional del Libro en el Zócalo, los encuentros estatales de Salas de Lectura y los encuentros literarios en el Centro Cultural Bella Época en el marco de los 25 años de la Colección A la Orilla del Viento.  Ha dado varios talleres y clases magistrales en espacios como la Feria Internacional del Libro Infantil y Juvenil (FILIJ) y ha sido jurado en concursos como el Premio Gran Angular de Literatura Juvenil convocado por Fundación SM y la Secretaría de Cultura. 

## Perspectiva literaria
Su proceso creativo parte de un enfoque interdisciplinario, por lo que complementa su quehacer como escritora con grabaciones de campo y paisajes sonoros que ha presentado en eventos como la Conferencia Mundial de Ecología Acústica en Alemania (2012) y el Border Project del Museo de Arte de la Universidad de Arizona (2011). Actualmente, busca vincular cada vez más sus proyectos literarios con los sonidos que archiva y edita en su computadora.

## Obras

### Novelas
- Las sirenas sueñan con trilobites. Ediciones SM (2011)
- Frecuencia Júpiter. Ediciones SM (2013)
- Buenas noches, Laika. Fondo de Cultura Económica (2014)
- Ella trae la lluvia. Ilustrado por Roger Ycaza. Ediciones El Naranjo (2016)
- Orfeo. Fondo de Cultura Económica (2017)

### Cuentos
- Niña cuerpo de cometa, cuento publicado en Arañas, pesadillas y lagañas… y otras misiones para niñonautas, de Kirén y Maia Miret. Ediciones SM (2013)
- Las sardinas vuelan de noche. Ediciones Castillo (2015)
- El ruiseñor. Versión libre basada en el cuento de Hans Christian Andersen. Alas y Raíces, CONACULTA (2015)
- El botín, cuento publicado en la antología Cumpleaños. Ediciones SM (2015)
- Festum Fatuorum, cuento publicado en la antología Fiesta. Ediciones SM (2015).
- Las casas vienen de un huevo. Ediciones Castillo (2016)
- Kitsunebi. Fuego de zorro. Ediciones Castillo (2019)

### Poesías
- Haikú: Todo cabe en un poema si lo sabes acomodar. Ediciones El Naranjo (2007)
- Pequeño Elefante Transneptuniano. Ediciones El Naranjo (2013)
- Lunática. Fondo de Cultura Económica (2015)
- “ Pechos “ de mujeres (2016)

### Álbumes ilustrados
- Querido Marciano. Ilustrado por Julián Cicero. Editorial Sana Colita de Rana (2012)
- Beso. Ediciones El Naranjo (2013)
- Cosquillas. Ilustrado por Betania Zacarías. Ediciones El Naranjo (2013)
- Áak’ab: El archipiélago de la noche. Tercera guía del proyecto Trotamundos publicada por Editorial Oink con apoyo del FONCA (2014).

### Ensayos
- "El espacio intermedio: La lectura como prolongación del juego". Revista digital Reflexiones Marginales. Facultad de Filosofía y Letras de la Universidad Autónoma de México.

## Premios y reconocimientos
- 2016
  - Buenas noches, Laika obtiene el Premio Fundación Cuatrogatos (seleccionada en la XXXVI Exposición de los mejores libros para Niños y Jóvenes del Banco del Libro de Venezuela).
  - Las sardinas vuelan de noche y Cosquillas forman parte de la Guía de libros recomendados para niños y jóvenes de IBBY México
- 2015
  - Frecuencia Júpiter  queda seleccionada en la XXXV Exposición de los mejores libros para Niños y Jóvenes del Banco del Libro de Venezuela.
- 2014
  - Lunática obtiene el Premio Hispanoamericano de Poesía para Niños convocado por la Fundación para las Letras Mexicanas y el Fondo de Cultura Económica.
- 2013
  - Frecuencia Júpiter obtiene el XVIII Premio de Literatura Juvenil Gran Angular convocado por la Fundación SM y CONACULTA.[8]
  - Orfeo 00111001 obtiene el XX Premio FILIJ de Cuento para Niños y Jóvenes convocado por CONACULTA.[9]
  - Las sirenas sueñan con trilobites es seleccionada para formar parte del catálogo White Ravens de la Biblioteca de la Juventud en Alemania, así como de la Guía de libros recomendados para niños y jóvenes de IBBY México.
- 2011
  - Las sirenas sueñan con trilobites obtiene el XVI Premio de Literatura Infantil Barco de Vapor convocado por Fundación SM y CONACULTA.